# Paso Pehuenche
O Passo Pehuenche (em espanhol Paso Pehuenche) é um passos da Fronteira Argentina-Chile, localizado nas coordenadas 35° 58′ S, 70° 23′ O.

## Localização
O Passo Pehuenche localiza-se entre: o departamento de Malargüe, na Província de Mendoza, Argentina; a comuna de San Clemente, na Província de Talca, Região do Maule, Chile. 
A rodovia nacional argentina RN 145 liga o passo à Ruta Nacional 40, na pequena localidade de Bardas Blancas. No outro sentido, a Ruta CH-115 conduz a Talca junto à Ruta CH-5.